# Luna Wedler
Luna Wedler, född i oktober 1999 i Bachenbülach, Zürich, är en schweizisk skådespelare.
Wedler har bland annat medverkat i TV-serierna Biohackers (2020-2021) och Ljuset vi inte ser från 2023. Hon har även medverkat i filmen Förfalskaren från 2022.

## Filmografi (i urval)
- 2020-2021: Biohackers
- 2022: Förfalskaren
- 2023: Ljuset vi inte ser
- 2025 – Silent Friend